# Cooper T20

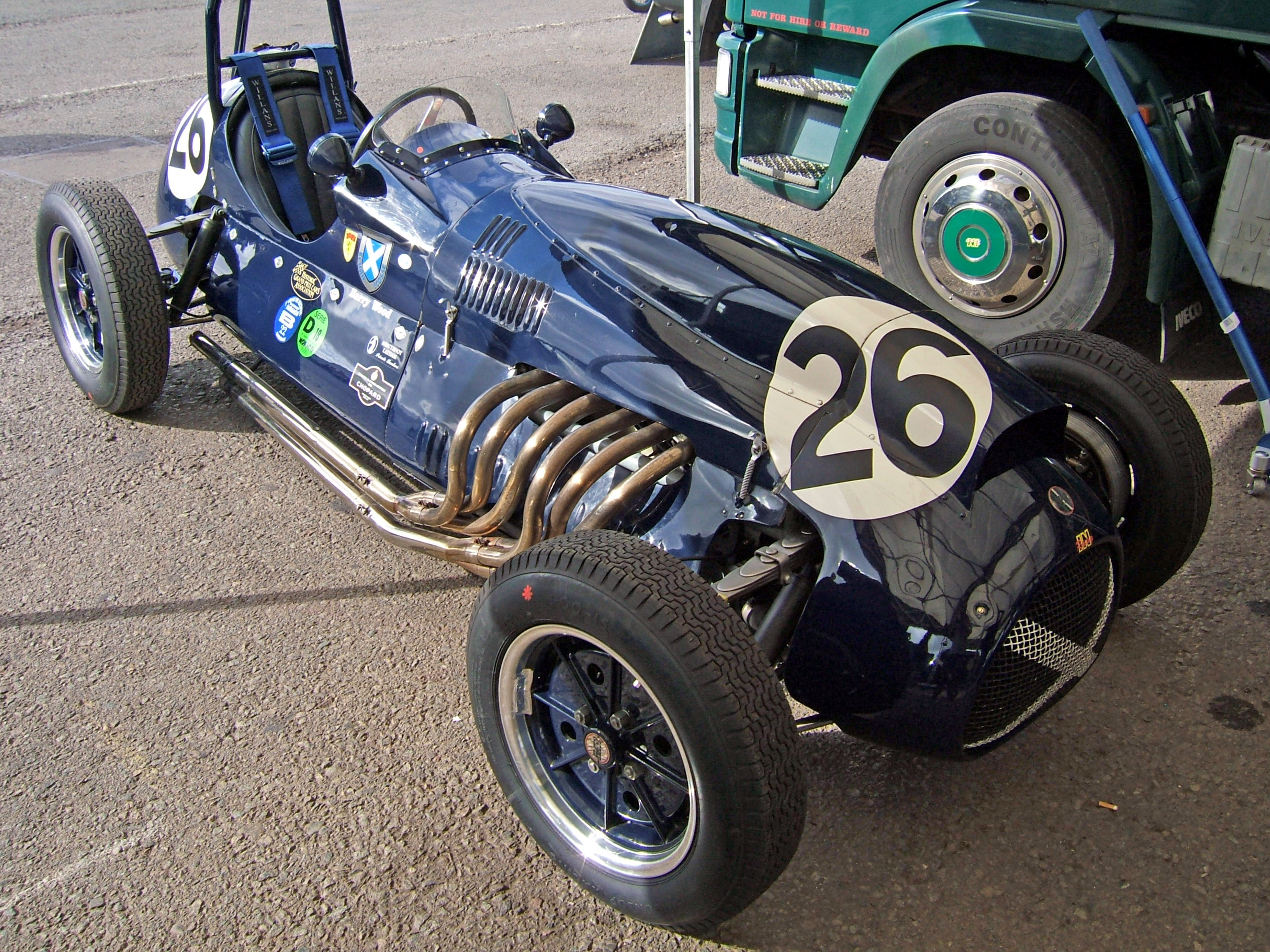
Cooper T20

Der Cooper T20 war ein Formel-2-Rennwagen, gebaut vom britischen Formel-1-Team Cooper.

## Entwicklungsgeschichte und Technik
Mit dem T20 unterbrach Cooper 1952 nicht nur die Serie der Formel-3-Rennwagen, sondern baute damit auch das erste Fahrzeug für die Formel 2. Die Bezeichnung T wurde von Cooper ursprünglich für die 500-Kubikzentimeter-Rennwagen eingeführt. Diese Rennwagen liefen in der Formel 3 und in der Formel Junior.
Cooper hatte durch dieses Engagement einen großen Kundenkreis an Fahrern und deren Sponsoren. Viele von ihnen hatten den Wunsch, in die höchste Klasse des Motorsports einzusteigen, und erwarteten von Cooper dafür ein Auto. Dort fand man rasch die Antwort und entwickelte den T20. Der T20 beruhte auf dem T15 und hatte wie dort den Motor in einem einfachen Rahmen vor dem Fahrer. Auch die Aufhängung und die Räder wurden vom T15 übernommen.

## Renngeschichte
Als Motor kam die 2-Liter-Maschine von Bristol, ein Sechszylinder, dessen Basis der Motor aus dem BMW 328 war, zum Einsatz. Der Motor leistete ca. 130 PS. Deshalb musste der Wagen leicht und handlich sein, um mit den damals dominierenden Ferrari mithalten zu können. Der Wagen hatte zwar wie erwartet keine Chance gegen die Fahrzeuge aus Italien, allerdings gab es die ersten Punkte für Cooper in der Weltmeisterschaft der Formel 1 durch Alan Brown beim Großen Preis der Schweiz 1952. Mike Hawthorn errang seine ersten Erfolge auf einem T20 und wurde in Großbritannien fast über Nacht zu einem populären Rennfahrer.